# Mario Anni
Mario Anni (Brescia, 22 november 1943) is een voormalig Italiaans wielrenner. 

## Belangrijkste klasseringen
1966
- 3e in 3e etappe Tirreno-Adriatico

1973
- 2e in 12e etappe Giro d'Italia

## Resultaten in voornaamste wedstrijden
| Jaar | Ronde van Italië | Ronde van Frankrijk | Ronde van Spanje |
| ---- | ---------------- | ------------------- | ---------------- |
| 1966 | 76e              |                     |                  |
| 1967 | 52e              |                     |                  |
| 1968 | 69e              |                     |                  |
| 1969 | 18e              | 69e                 |                  |
| 1970 |                  | 55e                 |                  |
| 1971 | opgave           | opgave              |                  |
| 1972 | 56e              |                     |                  |
| 1973 | opgave           |                     |                  |

| Jaar | Milaan-San Remo | Gent-Wevelgem | Ronde van Vlaanderen | Parijs-Roubaix | Rund um den Henninger-Turm | Parijs-Tours |
| ---- | --------------- | ------------- | -------------------- | -------------- | -------------------------- | ------------ |
| 1966 |                 |               |                      |                |                            |              |
| 1967 | 77e             |               |                      |                |                            |              |
| 1968 | 88e             |               |                      |                |                            | 92e          |
| 1969 | 51e             | 52e           |                      | 21e            | 6e                         |              |
| 1970 | 64e             |               |                      |                |                            |              |
| 1971 | 26e             |               |                      |                |                            |              |
| 1972 |                 |               | 68e                  |                |                            |              |
| 1973 | 88e             |               |                      |                |                            |              |